# Puchar Azji w Piłce Nożnej 1976
Szósta edycja Pucharu Azji odbyła się w czerwcu 1976 roku w Tebrizie oraz w Teheranie (Iran). Była to druga impreza mistrzowska zorganizowana w tym kraju.
W turnieju finałowym udział wzięło sześć zespołów:
- Iran (gospodarz i obrońca tytułu)
- Irak (awans z eliminacji)
- Malezja (awans z eliminacji)
- Chiny (awans z eliminacji)
- Kuwejt (awans z eliminacji)
- Jemen Południowy (awans z eliminacji)

W zawodach miały wystąpić również reprezentacje Korei Północnej, Arabii Saudyjskiej i Tajlandii, jednak wycofały się przed rozpoczęciem rozgrywek.

## Eliminacje

### Strefa 1
Reprezentacje Kuwejtu i Jemenu Południowego awansowały bez eliminacji, gdyż zespoły Bahrajnu, Libanu, Pakistanu i Syrii nie przystąpiły do eliminacji.

### Strefa 2
Turniej w Bagdadzie (Irak). Każdy z każdym, mecz i rewanż.
| Lp. | Zespół     | Mecze | Z | R | P | Bramki | Pkt. |
| --- | ---------- | ----- | - | - | - | ------ | ---- |
| 1   | Irak       | 6     | 5 | 1 | 0 | 14:3   | 11   |
| 2   | Arabia S.  | 6     | 3 | 1 | 2 | 12:5   | 7    |
| 3   | Katar      | 6     | 2 | 1 | 3 | 5:8    | 5    |
| 4   | Afganistan | 6     | 0 | 1 | 5 | 3:18   | 1    |

| Irak      | 1 – 1 | Arabia S.  |
| Katar     | 2 – 1 | Afganistan |
| Irak      | 1 – 0 | Katar      |
| Arabia S. | 2 – 0 | Afganistan |
| Irak      | 3 – 1 | Afganistan |
| Arabia S. | 2 – 1 | Katar      |
| Irak      | 2 – 1 | Arabia S.  |
| Katar     | 1 – 1 | Afganistan |
| Irak      | 3 – 0 | Katar      |
| Arabia S. | 6 – 0 | Afganistan |
| Irak      | 4 – 0 | Afganistan |
| Arabia S. | 0 – 1 | Katar      |

Irak awansował do turnieju finałowego.
Arabia Saudyjska również awansowała, jednak wycofała się przed rozgrywkami finałowymi.

### Strefa 3
Turniej w Bangkoku (Tajlandia), 15-24 czerwca 1975. Każdy z każdym, jeden mecz.
| Lp. | Zespół     | Mecze | Z | R | P | Bramki | Pkt. |
| --- | ---------- | ----- | - | - | - | ------ | ---- |
| 1   | Malezja    | 4     | 3 | 1 | 0 | 6:1    | 7    |
| 2   | Tajlandia  | 4     | 3 | 0 | 1 | 8:2    | 6    |
| 3   | Korea Płd. | 4     | 2 | 0 | 2 | 3:3    | 4    |
| 4   | Indonezja  | 4     | 1 | 1 | 2 | 3:5    | 3    |
| 5   | Wietnam    | 4     | 0 | 0 | 4 | 1:10   | 0    |

| Tajlandia  | 3 – 1 | Indonezja  |
| Malezja    | 2 – 1 | Korea Płd. |
| Indonezja  | 2 – 1 | Wietnam    |
| Tajlandia  | 0 – 1 | Malezja    |
| Korea Płd. | 1 – 0 | Wietnam    |
| Malezja    | 0 – 0 | Indonezja  |
| Tajlandia  | 4 – 0 | Wietnam    |
| Korea Płd. | 1 – 0 | Indonezja  |
| Malezja    | 3 – 0 | Wietnam    |
| Tajlandia  | 1 – 0 | Korea Płd. |

Malezja awansowała do turnieju finałowego.
Tajlandia również awansowała, jednak wycofała się przed rozgrywkami finałowymi.

### Strefa 4

#### Runda wstępna
Wynik meczu decydował o przydzieleniu zespołów do grup eliminacyjnych
| Chiny    | 1 – 0    | Korea Płn. |
| Singapur | 6 – 0    | Brunei     |
| Japonia  | 0 – 0    | Hongkong   |
|          | k. 3 – 4 |            |

#### Grupa A
| Lp. | Zespół   | Mecze | Z | R | P | Bramki | Pkt. |
| --- | -------- | ----- | - | - | - | ------ | ---- |
| 1   | Chiny    | 2     | 2 | 0 | 0 | 11:1   | 4    |
| 2   | Hongkong | 2     | 1 | 0 | 1 | 3:1    | 2    |
| 3   | Brunei   | 2     | 0 | 0 | 2 | 1:13   | 0    |

| Hongkong | 3 – 0  | Brunei   |
| Chiny    | 10 – 1 | Brunei   |
| Chiny    | 1 – 0  | Hongkong |

#### Grupa B
| Lp. | Zespół     | Mecze | Z | R | P | Bramki | Pkt. |
| --- | ---------- | ----- | - | - | - | ------ | ---- |
| 1   | Korea Płn. | 2     | 2 | 0 | 0 | 2:0    | 4    |
| 2   | Japonia    | 2     | 1 | 0 | 1 | 2:2    | 2    |
| 3   | Singapur   | 2     | 0 | 0 | 2 | 1:3    | 0    |

| Korea Płn. | 1 – 0 | Japonia  |
| Korea Płn. | 1 – 0 | Singapur |
| Japonia    | 2 – 1 | Singapur |

#### Półfinały
| Chiny      | 2 – 1      | Japonia  |
| Korea Płn. | 3 – 3      | Hongkong |
|            | k. 11 – 10 |          |

#### Mecz o trzecie miejsce
| Japonia | 1 – 0 | Hongkong |

#### Finał
| Korea Północna | 2 – 0 | Chiny |

Korea Północna awansowała do turnieju fianłowego, jednak wycofała się przed jego rozpoczęciem.
Chiny awansowały do turnieju finałowego.

## Turniej finałowy

### Grupa A
| Lp. | Zespół  | Mecze | Z | R | P | Bramki | Pkt. |
| --- | ------- | ----- | - | - | - | ------ | ---- |
| 1   | Kuwejt  | 2     | 2 | 0 | 0 | 3:0    | 4    |
| 2   | Chiny   | 2     | 0 | 1 | 1 | 1:2    | 1    |
| 3   | Malezja | 2     | 0 | 1 | 1 | 1:3    | 1    |

| Kuwejt | 2 – 0 | Malezja |
| Chiny  | 1 – 1 | Malezja |
| Chiny  | 0 – 1 | Kuwejt  |

### Grupa B
| Lp. | Zespół           | Mecze | Z | R | P | Bramki | Pkt. |
| --- | ---------------- | ----- | - | - | - | ------ | ---- |
| 1   | Iran             | 2     | 2 | 0 | 0 | 10:0   | 4    |
| 2   | Irak             | 2     | 1 | 0 | 1 | 1:2    | 2    |
| 3   | Jemen Południowy | 2     | 0 | 0 | 2 | 0:9    | 0    |

| Iran | 2 – 0 | Irak             |
| Irak | 1 – 0 | Jemen Południowy |
| Iran | 8 – 0 | Jemen Południowy |

### Półfinały
| 10 czerwca 1976 | Iran   | 2 – 0 | Chiny |
| 10 czerwca 1976 | Kuwejt | 3 – 2 | Irak  |

### Mecz o trzecie miejsce
| 13 czerwca 1976 | Chiny | 1 – 0 | Irak |

### Finał
| 13 czerwca 1976 | Iran | 1 – 0 | Kuwejt |

## Najlepsi strzelcy
3 bramki
 Gholamhossein Hossein Mazloomi
 Naser Nooraei
 Fatehi Kamil
2 bramki
 Alireza Azizi
 Alireza Khorsheedi
 Hassan Roshan